# 6866 Kukai
6866 Kukai eller 1992 CO är en asteroid i huvudbältet som upptäcktes den 12 februari 1992 av den japanska astronomen Satoru Otomo i Kiyosato. Den är uppkallad efter den japanske munken Kūkai.
Asteroiden har en diameter på ungefär 13 kilometer och den tillhör asteroidgruppen Eos.